# Король приключений
«Король приключений», иногда «Доктор Вай. Рукопись без слов» (иер. трад. 冒險王, упр. 冒险王, кант.-рус.: Моу хим вон, англ. Dr Wai in "The Scripture With No Words") — гонконгский приключенческий комедийный боевик с Джетом Ли в главной роли.

## Сюжет
Чау Сикит — писатель-романист, страдающий от творческого кризиса и семейных проблем — его жена Моника намерена развестись с ним за то, что он неудачник. Сикит находит убежище в своём вымышленном мире, где он археолог-авантюрист. В то же время молодой писатель А Син становится другом Сикита и старается изо всех сил помочь ему уладить семейные и вырваться из творческого кризиса. Когда усилия не дают желаемых результатов, А Син прибегает к помощи Ивонн, молодой коллеги, и вместе они начинают создавать приключения романа Сикита.

## В ролях
- Джет Ли — Вай Покси / Чау Сикит
- Розамунд Кван — Моника
- Чарли Ян — Ивонн
- Такэси Канэсиро — А Син
- Нгай Син[кит.] — Хунхун Синсин
- Ло Каин[кит.] — Редактор
- Билли Чау[кит.] — г-н Чань
- Джонни Кон — г-н Ло

## Награды и номинации
16-я Гонконгская кинопремия (1997) — номинация в следующей категории:
- Лучшая хореография — Тони Чхин, Ма Юксин

33-я церемония награждения Golden Horse (1996) — награда в следующей категории:
- Лучшие визуальные спецэффекты — Энди Ма